# Timeless 2013
Timeless 2013 è il sesto album dal vivo della cantante francese Mylène Farmer, pubblicato il 9 dicembre 2013 dalla Polydor.

## Tracce
Disc 1
1. Timeless Genesis – 4:30 (musica: Laurent Boutonnat)
2. À force de... – 4:24 (testo: Mylène Farmer – musica: Laurent Boutonnat)
3. Comme j'ai mal – 3:52 (testo: Mylène Farmer – musica: Laurent Boutonnat)
4. C'est une belle journée – 6:17 (testo: Mylène Farmer – musica: Laurent Boutonnat)
5. Monkey Me – 4:51 (testo: Mylène Farmer – musica: Laurent Boutonnat)
6. Slipping Away (Crier la vie) (duetto con Moby) – 3:54 (testo: Mylène Farmer, Moby – musica: Moby)
7. Oui mais... non – 4:36 (testo: Mylène Farmer – musica: RedOne)
8. Mad World (duetto con Gary Jules) – 3:45 (testo: Roland Orzabal – musica: Roland Orzabal)
9. Les mots (duet with Gary Jules) – 5:13 (testo: Mylène Farmer – musica: Laurent Boutonnat)
10. Désenchantée – 7:03 (testo: Mylène Farmer – musica: Laurent Boutonnat)
11. Bleu noir – 4:14 (testo: Mylène Farmer – musica: Moby)
12. Diabolique mon ange – 6:53 (testo: Mylène Farmer – musica: Darius Keeler)

Disc 2
1. Sans contrefaçon – 4:41 (testo: Mylène Farmer – musica: Laurent Boutonnat)
2. Je t'aime mélancolie – 6:35 (testo: Mylène Farmer – musica: Laurent Boutonnat)
3. XXL – 4:42 (testo: Mylène Farmer – musica: Laurent Boutonnat)
4. À l'ombre – 5:06 (testo: Mylène Farmer – musica: Laurent Boutonnat)
5. Inséparables – 4:58 (testo: Mylène Farmer – musica: Moby)
6. Rêver – 6:27 (testo: Mylène Farmer – musica: Laurent Boutonnat)

## Classifiche

### Classifiche settimanali
| Classifica (2013)   | Posizione massima |
| ------------------- | ----------------- |
| Belgio (Fiandre)    | 82                |
| Belgio (Vallonia)   | 2                 |
| Francia             | 2                 |
| Svizzera            | 13                |
| Svizzera (Romandia) | 2                 |

### Classifiche di fine anno
| Classifica (2013) | Posizione |
| ----------------- | --------- |
| Belgio (Vallonia) | 91        |
| Francia           | 27        |
| Classifica (2014) | Posizione |
| Belgio (Vallonia) | 36        |
| Francia           | 127       |